# Klaatu barada nikto
Klaatu barada nikto is een uitdrukking afkomstig van de sciencefictionfilm The Day the Earth Stood Still. Het wordt gebruikt als commando om de vernietiging van de Aarde een halt toe te roepen. De uitdrukking is later gebruikt in vele andere werken. Een vertaling van de uitdrukking is nooit genoemd.

## Gebruik in bekende werken
- In de film Tron is de uitdrukking te zien op een bord in Alan Bradley's werkruimte.
- Twee personages uit Star Wars: Episode VI: Return of the Jedi heten Klaatu en Barada; de eerste is van het Nikto-ras, de tweede is een Klaatoiniaan.
- In de film Toys wordt de uitdrukking gebruikt om een cyborg te stoppen.
- Keanu Reeves stond erop de uitdrukking uit te spreken in de remake.
- Protagonist Ash van Evil Dead III: Army of Darkness moet de uitdrukking gebruiken om een ramp te voorkomen. Hij vergeet de juiste woorden echter en geeft er een komische draai aan.
- Wordt getoond als paginatitel in de browser Mozilla Firefox, als "about:robots" in de adresbalk opgegeven wordt.
- Wordt gebruikt door Alan in "Two and a Half Men" wanneer hij na het slaapwandelen terug naar zijn kamer wordt gebracht door Charlie Sheen.